# Andy Kim (álbum)
Andy Kim es el segundo álbum de estudio homónimo del cantautor canadiense del mismo nombre. Fue publicado en agosto de 1974 a través de Capitol Records. El álbum contiene el sencillo «Rock Me Gently», el cual alcanzó la posición número uno en Estados Unidos y Canadá.

## Grabación y contenido
Las sesiones de grabación del álbum tuvieron lugar en Sound Labs, un estudio ubicado en Hollywood, California. Kim autoprodujo el álbum mientras que Tommy Vicari y Armin Steiner se desempeñaron como ingenieros de audio. En una entrevista de 2018 con Juliette Jagger, Kim declaró: “En ese momento, decidí que, como no había nadie que pudiera producirme, yo mismo me produciría... Había llamado al sindicato de músicos y, por casualidad, elegí a cinco personas con las que podía comenzar a hacer el disco”. Los músicos de sesión incluían al guitarrista Larry Carlton, al bajista Max Bennett, y al baterista Ed Greene. Michael Omartian, quien también tocó el teclado, hizo los arreglos y la dirección de las canciones.

## Recepción de la crítica
Un escritor no especificado de Record World le otorgó el certificado de “Hit of the Week”, y elogió “su primer intento de producción”. Un escritor no especificado de la revista Cash Box comentó: “El nuevo LP de Andy Kim de Capitol es un trabajo de primer nivel de principio a fin. Andy escribió todas las selecciones de este disco y cada una refleja un aspecto diferente de su percepción y experiencia musical”.

## Lista de canciones
Todas las canciones escritas y compuestas por Andy Kim.
Lado uno
1. «Rock Me Gently» – 3:28
2. «Good Good Mornin'» – 4:10
3. «Hang Up Those Rock 'n Roll Shoes» – 4:21
4. «Song I Can Sing Ya» – 3:35
5. «And I Will Sing You to Sleep» – 4:00

Lado dos
1. «Fire, Baby I'm on Fire» – 3:54
2. «Here Comes the Mornin'» – 3:12
3. «You Are My Everything» – 3:41
4. «Sunshine» – 3:55
5. «Rock Me Gently — Part II» – 3:28

## Créditos y personal
Créditos adaptados desde las notas de álbum de Andy Kim.
Músicos
- Andy Kim – voces, guitarra
- Larry Carlton – guitarra
- Dean Parks – guitarra
- Ben Benay – guitarra
- Michael Omartian – teclados
- Ed Greene – batería
- Max Bennett – bajo eléctrico
- Gary Coleman – percusión
- Sid Sharp – concertino
- Carol Carmichael and Group – coros

Personal técnico
- Andy Kim – productor
- Michael Omartian – arreglos, conductor
- Tommy Vicari – ingeniero de audio (1–3, 5, 8–10)
- Armin Steiner – ingeniero de audio (4, 6, 7)
- Suzanne Ayers –fotografía

## Posicionamiento
| Gráfica (1974)                            | Pico de posición |
| ----------------------------------------- | ---------------- |
| Canadá (RPM Top Albums)                   | 13               |
| Estados Unidos (Billboard Top LPs & Tape) | 21               |
| Estados Unidos (Cash Box Top 100 Albums)  | 51               |